# A vallás Európában
Európában a vallásosság az emberek többsége számára ma már nem jelent szükségképpen vallásgyakorlatot; nem igénylik feltétlenül az egyházak közreműködését. A társadalom többsége magánügynek tekinti a vallást, és az egyre inkább az intim szférába kerül. Csökken az egyháztagok száma és az istentiszteleteken résztvevők aránya. Az egyházban megnőtt a laikusok aránya. A hívők többsége közösségi élményként éli meg a hitét. Ez a háttere a bázisközösségi mozgalmak keletkezésének, amely a fejlett országokban az elszemélytelenedett társadalomnak tulajdonítható. 
Az európaiak egy része vallásosnak nyilvánítja magát. Ők többségükben azt vallják, hogy Isten és a vallás fontos számukra, a tízparancsolatban összefoglalt erkölcsi elvek alapján állnak, többnyire ez szabja meg magatartásukat. Mindemellett – különösen az ifjúság körében – az utóbbi évtizedekben csökkent az istenhit és a vallásos gyakorlat. 
A kelet-európai társadalmakban (így Magyarországon is) a 20. században a hagyományos vallásosság térvesztése gyorsabb volt, mint az ateizmus térnyerése. A politikai rendszerváltás megszüntette a vallásüldözést, átértékelte a vallást, biztosítja a vallásszabadságot. Ebben a régióban a rendszerváltás után megfigyelhető volt a vallási érdeklődésnek és a hívő elkötelezettség vállalásának élénkülése, fokozódása. Az elmúlt évtizedekben azonban Európa-szerte csökkent a vallásosság és a felekezetekhez tartozók aránya. Ez a 21. századi népszámlálások után Magyarországon is megfigyelhető jelenség.
Korunkban a kereszténység a legelterjedtebb vallás Európában. Egyes régiókban a társadalom nagy mértékben szekularizálódott. 
A szekularizáció eszméjében és hatásában kettősség mutatkozik. Egyrészt a kultúra önállósulását jelenti, másrészt – sokak számára – az Istennel való minden kapcsolat kizárását. Az északi, protestáns többségű országokat erősebben érinti a szekularizációs folyamat, mint a délebbi, katolikus nemzeteket. 
A szekularizáció következtében az élet sok területén csökkent a vallás befolyása. Az emberek gondján-baján az orvostudomány, a szervezett szociális gondoskodás kíván segíteni.
A vallási közömbösség és az ateizmus az elmúlt száz évben vált jelentőssé a vallási életben. Ateista az, aki nem hisz Istenben, aki a világot Isten nélkül tételezi fel, és kizárólag materialista álláspontra helyezkedik. A gyakorlati ateista nem tagadja nyíltan Istent, de úgy él, mintha Isten nem létezne. A vallástalanság mértéke sokak szerint összefügg a gazdasági fejlettséggel, az életszínvonal alakulásával. Ennek viszont ellentmond, hogy például az Egyesült Államok vallási élete sokkal intenzívebb, mint Európáé. 

## Történelem
Az utóbbi kétezer évben Európa vallási térképe többször változott. 

### Ókor
A Római Birodalomban (különösen Itáliában és Görögországban) fejlett politeista vallások alakultak ki. Később különféle keleti vallási kultuszok is eljutottak a Birodalom belsejébe (Ízisz-, Mithrász-kultusz stb.). A "barbár" területeken (a perifériákon) a vallási hiedelmek egyéb formái uralkodtak. 
A monoteista (egyistenhívő) vallások közül elsőként a zsidó vallás jelent meg Európa déli, délkeleti részén. Zsidó kereskedők már a Kr. e. 3. század jártak Görögországban és Itáliában. A palesztinai történelem viszontagságos körülményei miatt már ekkor igen sok zsidó hagyta el Palesztinát, és telepedett le a Földközi-tenger keleti medencéjét határoló vidékeken, ahol zárt közösségekben élt és zsinagógákat épített vallásának gyakorlására. 
A rómaiak a meghódított népek vallásait nem üldözték, sőt e népek isteneit is besorolták a birodalom istenvilágába. A zsidók monoteizmusa ellenállt ennek a vallási integrálódásnak. A zsidó felkelés bukása után felgyorsult a zsidó kivándorlás Palesztinából, és a zsidó vallásból kinőtt kereszténység a Földközi-tenger távolabb eső római provinciáiban is terjedt.

### Őskeresztények
Az első keresztények életének lényege Krisztus követése, tanításainak és hitelveinek gyakorlása volt úgy, hogy azok a lehető leginkább hasonlítsanak Jézus Krisztus cselekedeteire. A világtól és bűneiktől való elfordulásuk jeléül megkeresztelkedtek és egész életüket Isten országa várásának állították be.
Már az 1. században terjedt a kereszténység a Római Birodalom területén. 

### Ókeresztény egyház
A 2-3. század folyamán a véres üldözések ellenére is rohamosan terjedt a Római Birodalom valamennyi provinciájában a kereszténység. Nagy Konstantin császár végül 313-ban engedélyezte keresztények szabad vallásgyakorlatát, és a 4. század végére a kereszténység államvallássá lett.
395-ben kettészakadt a birodalom, nyugati és keleti részre. Mindkettő keresztény volt már ekkor. Erre az időszakra vezethetők vissza a keleti és nyugati kereszténység kialakulásának és elkülönülésének kezdetei is.

### Középkor
Az 5. században a Nyugat-római birodalom bukása (476) után a népvándorlás sok tekintetben elősegítette a kereszténység terjedését az egykori birodalom határain túl is, a germán és szláv törzsek körében. 
A kereszténység már az első századokban sem volt teljesen egységes. A nyugati (latin) és a keleti (ortodox) egyház 1054-ben vált véglegesen külön (lásd: nagy egyházszakadás).
A 12. század környékén a pápák hangoztatták azt, hogy nemcsak lelki uralmat, hanem földi hatalmat is kaptak.
Az ő idejükben a pápaság eljutott politikai hatalmának csúcspontjára, és – nyugaton – sikerült megvalósítania azt a törekvését, hogy világi dolgokban is ő legyen a legfőbb döntőbíró. Királyok függtek tőlük, koronákat ajándékoztak, polgárokat mentettek fel a hűségeskü alól, hadseregeket állítottak, békét, illetve keresztes hadjáratokat hirdettek.

### Újkor
A római katolikus egyházból váltak ki a 16. században a történelmi protestáns felekezetek: az evangélikus (lutheránus), református (kálvinista), valamint az anglikán egyházak. A későbbiekben kialakult új-protestáns felekezetek (baptista, metodista stb.) Európában már nem terjedtek el jelentős mértékben. 

### Iszlám
Az iszlám a 8. században az arab hódítással együtt jelent meg a Pireneusi-félszigeten, ahol közel 800 éven át virágzott. A félsziget nagy részén kevert vallási összetételű népesség (keresztény, muszlim, zsidó) élt egymás mellett békében. A spanyol reconquista nyomában (15. század végére) kiszorultak a muszlimok és a zsidók a térségből.
Délkelet-Európában a török hódítás (14-17. század) nyomán terjedt el az iszlám, amely Albániában és Koszovóban ma is uralkodó. Jelentős számú muszlim népesség él még Bosznia-Hercegovinában, Bulgáriában, Macedóniában és Cipruson, valamint Oroszország európai részének délkeleti részének peremvidékein. A 20. században mintegy 8 millió török és arab vendégmunkás telepedett le a nyugat-európai országokban, majd a 21. században szintén jelentős számú muszlim menekült érkezett Európa nyugati felére.

### Vallási folytonosság
Az európai kultúra kialakulásában és fejlődésében az egyik legfontosabb tényező a Római Birodalom volt, amely virágkorában Európa jelentős részére kiterjedt. Később a kontinens kulturális vívmányai a keresztény misszió által Európa határain messze túl hatottak.
A nyugati világ mai kultúrája az európai, görög-római civilizáción alapszik. Az európai népek kereszténységre térítésével a különféle népi hagyományokat nem sikerült eltörölni. A kereszténységre térés vallások együttélésére és szinkretizmusára adott alkalmat; az egyes kultuszok, mítoszok és jelképek folyamatossága mutatható ki az újkőkorszaktól a 19. századig. A körmenetek, búcsújárások, a szentelt víz használata, a szentek képein levő glória, mind „pogány” eredetűek. A mise, amely az őskeresztény agapéból fejlődött ki, a misztériumvallások hatására a Krisztussal való egyesülés szertartásává vált.
A kereszténységet az itáliai–germán–gall–brit meghatározottságú középkor alakította életképessé, és francia–német–angol, sőt orosz világrendként vált kontinensközivé. Az elmúlt öt évszázadban az európai kultúra eljutott a világ minden tájára a földrajzi felfedezések, a gyarmatosítás és a keresztény egyházak misszionáriusi törekvései révén. Vonzóereje még ma is erős, jóllehet Európában a 20. században súlyos válságok, világháborúk dúltak és a szekularizáció, a vallásellenes ideológiák (marxizmus, nácizmus, bolsevizmus) és diktatórikus rendszerek rombolták a vallási örökséget. 

## Vallásföldrajzi régiók
A protestáns vallási régió Észak- és ÉNy-Európában helyezkedik el, míg a katolikus vallási régió Délnyugat-Európában (Írország kivételével), illetve a közép-európai térségben (Lengyelország, Litvánia). A közbülső zónában található a vegyes felekezetű közép-európai katolikus és protestáns országok vallási régiója és a Kárpát-Balkán régió sok vallású (ortodox, katolikus, protestáns, muszlim) térsége.
A maradék országokban egyik-másik vallás csak relatív többséget képez: tehát lakosságuk felekezetileg vegyes.

### Római katolikus
Európa 11 országában (a 20 század végén) magasabb a római katolikusok aránya 80%-nál: Ausztria, Belgium, Franciaország, Írország, Lengyelország, Luxemburg, Málta, Olaszország, Szlovénia, Portugália, Spanyolország), és a hívők még öt országban teszik ki az abszolút többséget: Csehország, Szlovákia, Magyarország, Horvátország, Litvánia.  Tehát összesen 16 ország több mint fele katolikus.

### Protestáns
A hívők arányát tekintve protestáns a népesség túlnyomó része hat országban: Dánia, Svédország, Finnország, Norvégia, Izland, Egyesült Királyság. Ezeken túl Észtország is többnyire protestáns. 

### Ortodox
Az ortodox keresztények túlnyomó többségben Görögországban, Cipruson, Bulgáriában, Romániában, Moldovában, Szerbiában, Montenegróban és Macedóniában élnek, abszolút többségben pedig Ukrajnában, Fehéroroszországban és Oroszországban. 

### Iszlám
Az ortodox vallási régió területén más keresztény felekezetek, az iszlám, valamint a zsidó vallás hívei is megtalálhatók. Az iszlám vallásúak többséget alkotnak Albániában és Koszovóban és ugyancsak a hívők jelentős hányadát alkotják Bosznia-Hercegovinában, Montenegróban, Macedóniában és Bulgáriában.

## Felmérések

Az agnosztikusok és ateisták aránya (2005, Eurobarometer)

Hisz Istenben (2005, Eurobarometer)

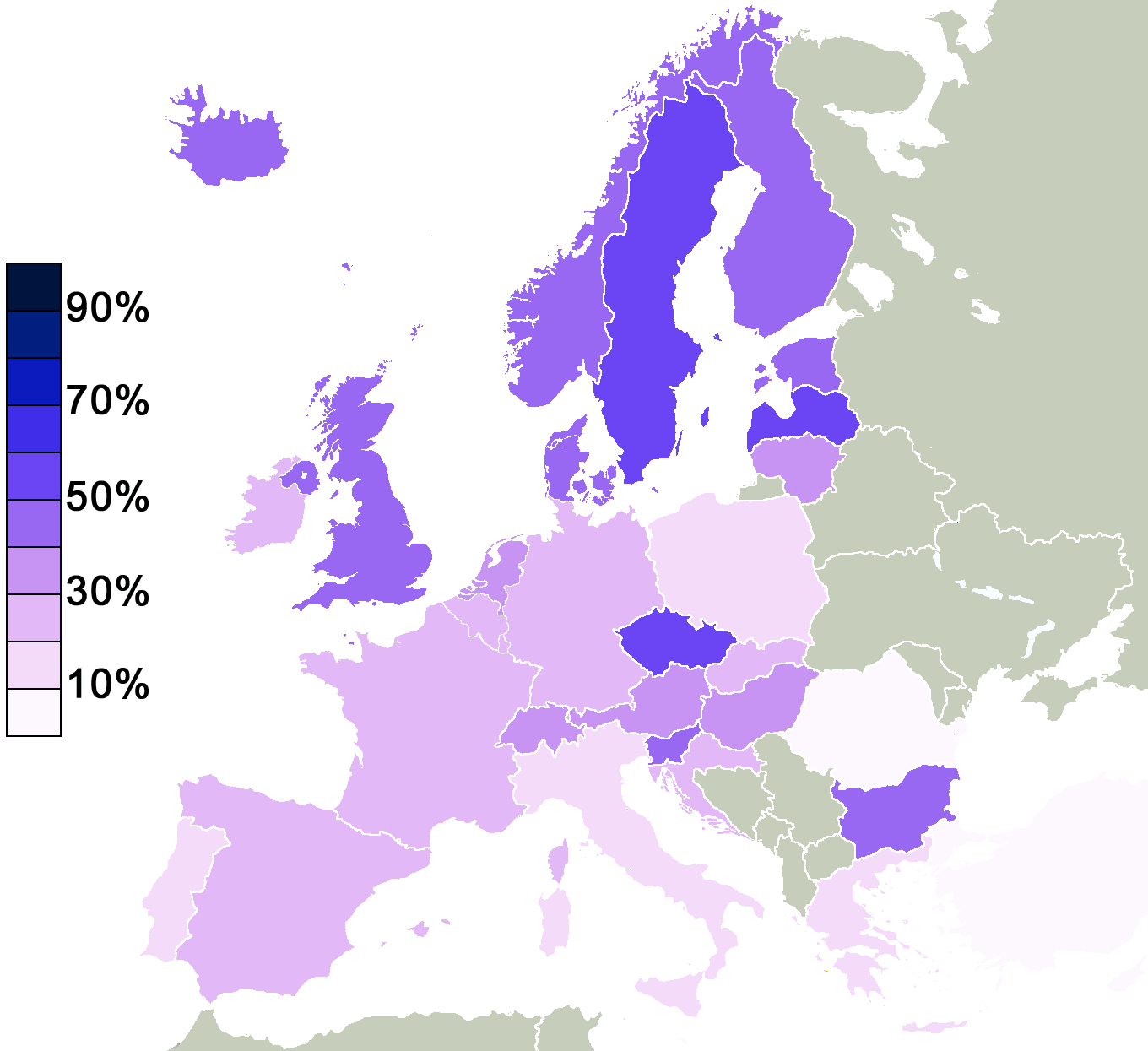
Hisz valamiféle természetfeletti erőben vagy magasabb intelligenciában (2005, Eurobarometer)

A vallást fontosnak megítélők aránya a lakosság százalékában (a sötétebb színeknél a lakosság nagyobb hányada ítéli fontosnak a vallást - 2008-2009 Gallup)

| vallás / meggyőződés        | a lakosság százaléka |
| keresztény                  | 71,6 %               |
| --------------------------- | -------------------- |
| - római katolikus           | 45,3 %               |
| - protestáns                | 11,1 %               |
| - ortodox                   | 9,6 %                |
| - más keresztény            | 5,6 %                |
| más, nem keresztény vallású | 4,5 %                |
| - muszlim                   | 1,8 %                |
| - buddhista                 | 0,4 %                |
| - zsidó                     | 0,3 %                |
| - hindu                     | 0,3 %                |
| - szikh                     | 0,1 %                |
| - egyéb vallású             | 1,6 %                |
| nem vallásos                | 24,0 %               |
| - nem hívő/agnosztikus      | 13,6 %               |
| - ateista                   | 10,4 %               |

### Istenhit

#### Kelet-Európa
| Ország              | A lakosság százalékában |
| ------------------- | ----------------------- |
| Grúzia              | 99%                     |
| Moldova             | 95%                     |
| Románia             | 95%                     |
| Bosznia-Hercegovina | 94%                     |
| Görögország         | 92%                     |
| Szerbia             | 87%                     |
| Horvátország        | 86%                     |
| Lengyelország       | 86%                     |
| Ukrajna             | 86%                     |
| Fehéroroszország    | 84%                     |
| Bulgária            | 77%                     |
| Litvánia            | 76%                     |
| Oroszország         | 75%                     |
| Lettország          | 71%                     |
| Magyarország        | 59%                     |
| Észtország          | 44%                     |
| Csehország          | 29%                     |

#### Teljes Európa

A lakosság többségének vallása (2010,
Eurobarometer)
Több mint 75% katolikus
50–75% katolikus
Relatív katolikus többség
50–75% protestáns
Több mint 75% ortodox
50–75% vallástalan
Relatív nem-vallásos többség
Több mint 75% muszlim

| Country            | Hisz Istenben | Hisz valamiféle felsőbb intelligenciában | Nem hisz egyikben sem |
| ------------------ | ------------- | ---------------------------------------- | --------------------- |
| Málta              | 94%           | 4%                                       | 2%                    |
| Románia            | 92%           | 7%                                       | 1%                    |
| Ciprus             | 88%           | 8%                                       | 3%                    |
| Görögország        | 79%           | 16%                                      | 4%                    |
| Lengyelország      | 79%           | 14%                                      | 5%                    |
| Olaszország        | 74%           | 20%                                      | 6%                    |
| Írország           | 70%           | 20%                                      | 7%                    |
| Portugália         | 70%           | 15%                                      | 12%                   |
| Szlovákia          | 63%           | 23%                                      | 13%                   |
| Spanyolország      | 59%           | 20%                                      | 19%                   |
| Litvánia           | 47%           | 37%                                      | 12%                   |
| Luxemburg          | 46%           | 22%                                      | 24%                   |
| Magyarország       | 45%           | 34%                                      | 20%                   |
| Ausztria           | 44%           | 38%                                      | 12%                   |
| Németország        | 44%           | 25%                                      | 27%                   |
| Egyesült Királyság | 37%           | 33%                                      | 25%                   |
| Belgium            | 37%           | 31%                                      | 27%                   |
| Bulgária           | 36%           | 43%                                      | 15%                   |
| Finnország         | 33%           | 42%                                      | 22%                   |
| Szlovénia          | 32%           | 36%                                      | 26%                   |
| Dánia              | 28%           | 47%                                      | 24%                   |
| Hollandia          | 28%           | 39%                                      | 30%                   |
| Franciaország      | 27%           | 27%                                      | 40%                   |
| Észtország         | 18%           | 50%                                      | 29%                   |
| Svédország         | 18%           | 45%                                      | 34%                   |
| Csehország         | 16%           | 44%                                      | 37%                   |
| EU átlag           | 51%           | 26%                                      | 20%                   |
| Törökország        | 94%           | 1%                                       | 1%                    |
| Horvátország       | 69%           | 22%                                      | 7%                    |
| Svájc              | 44%           | 39%                                      | 11%                   |
| Izland             | 31%           | 49%                                      | 18%                   |
| Norvégia           | 22%           | 44%                                      | 29%                   |

### Vallási megoszlás
Közép-Európa vallási megoszlása (Pew felmérés 2010):

| ország        | népesség    | keresztény  | keresztény % | muszlim   | muszlim % | vallástalan | vallástalan % | hindu   | %     | buddhista | %     | más vallású | %     | zsidó   | %     |
| ------------- | ----------- | ----------- | ------------ | --------- | --------- | ----------- | ------------- | ------- | ----- | --------- | ----- | ----------- | ----- | ------- | ----- |
| Ausztria      | 8 390 000   | 6 745 560   | 80,40%       | 453 060   | 5,40%     | 1 132 650   | 13,50%        | 0       | 0,00% | 16 780    | 0,20% | 8 390       | 0,10% | 16 780  | 0,20% |
| Horvátország  | 4 400 000   | 4 109 600   | 93,40%       | 61 600    | 1,40%     | 224 400     | 5,10%         | 0       | 0,00% | 0         | 0,00% | 0           | 0,00% | 0       | 0,00% |
| Csehország    | 10 490 000  | 2 444 170   | 23,30%       | 15 000    | 0,30%     | 8 014 360   | 76,40%        | 0       | 0,00% | 0         | 0,00% | 0           | 0,00% | 0       | 0,00% |
| Észtország    | 1 340 000   | 534 660     | 39,90%       | 2 680     | 0,20%     | 798 640     | 59,60%        | 0       | 0,00% | 0         | 0,00% | 10          | 0,00% | 1 340   | 0,10% |
| Németország   | 82 300 000  | 56 540 100  | 68,70%       | 4 773 400 | 5,80%     | 20 328 100  | 24,70%        | 80 000  | 0,10% | 246 900   | 0,30% | 102 300     | 0,15% | 246 900 | 0,30% |
| Magyarország  | 9 980 000   | 8 083 800   | 81,00%       | 7 500     | 0,75%     | 1 856 280   | 18,60%        | 0       | 0,00% | 0         | 0,00% | 0           | 0,00% | 9 980   | 0,10% |
| Lettország    | 2 250 000   | 1 255 500   | 55,80%       | 2 500     | 0,10%     | 985 500     | 43,80%        | 0       | 0,00% | 0         | 0,00% | 4 500       | 0,20% | 0       | 0,00% |
| Liechtenstein | 40 000      | 36 760      | 91,90%       | 2 000     | 5,00%     | 1 160       | 2,90%         | 0       | 0,00% | 0         | 0,00% | 0           | 0,00% | 40      | 0,10% |
| Litvánia      | 3 320 000   | 2 981 360   | 89,80%       | 5 000     | 0,10%     | 332 000     | 10,00%        | 0       | 0,00% | 0         | 0,00% | 0           | 0,00% | 0       | 0,00% |
| Lengyelország | 38 280 000  | 36 098 040  | 94,30%       | 50 000    | 0,10%     | 2 143 680   | 5,60%         | 0       | 0,00% | 0         | 0,00% | 0           | 0,00% | 10 000  | 0,03% |
| Szlovákia     | 5 460 000   | 4 657 380   | 85,30%       | 10 920    | 0,20%     | 780 780     | 14,30%        | 0       | 0,00% | 0         | 0,00% | 0           | 0,00% | 0       | 0,00% |
| Szlovénia     | 2 030 000   | 1 591 520   | 78,40%       | 73 080    | 3,60%     | 365 400     | 18,00%        | 0       | 0,00% | 0         | 0,00% | 0           | 0,00% | 0       | 0,00% |
| Svájc         | 7 660 000   | 6 227 580   | 81,30%       | 421 300   | 5,50%     | 911 540     | 11,90%        | 30 640  | 0,40% | 30 640    | 0,40% | 7 660       | 0,10% | 22 980  | 0,30% |
| Közép-Európa  | 175 940 000 | 131 306 030 | 74,63%       | 5 850 290 | 3,57%     | 37 874 490  | 21,53%        | 110 640 | 0,06% | 294 320   | 0,17% | 102 850     | 0,06% | 308 020 | 0,18% |

Nyugat-Európa vallási megoszlása (Pew felmérés 2010):

| ország             | népesség    | keresztény  | keresztény % | muszlim   | muszlim % | vallástalan | vallástalan % | hindu   | %     | buddhista | %     | más vallású | %     | zsidó   | %     |
| ------------------ | ----------- | ----------- | ------------ | --------- | --------- | ----------- | ------------- | ------- | ----- | --------- | ----- | ----------- | ----- | ------- | ----- |
| Belgium            | 10 710 000  | 6 875 820   | 64,20%       | 631 890   | 5,90%     | 3 105 900   | 29,00%        | 0       | 0,00% | 21 420    | 0,20% | 31 420      | 0,29% | 32 130  | 0,30% |
| Csatorna-szigetek  | 150 000     | 127 800     | 85,20%       | 0         | 0,00%     | 21 300      | 14,20%        | 0       | 0,00% | 0         | 0,00% | 450         | 0,30% | 0       | 0,00% |
| Franciaország      | 62 790 000  | 39 557 700  | 63,00%       | 4 709 250 | 7,50%     | 17 581 200  | 28,00%        | 30 000  | 0,05% | 313 950   | 0,50% | 313 950     | 0,50% | 313 950 | 0,50% |
| Írország           | 4 470 000   | 4 112 400   | 92,00%       | 49 170    | 1,10%     | 277 140     | 6,20%         | 8 940   | 0,20% | 8 940     | 0,20% | 8 940       | 0,20% | 0       | 0,00% |
| Luxemburg          | 510 000     | 359 040     | 70,40%       | 11 730    | 2,30%     | 136 680     | 26,80%        | 0       | 0,00% | 0         | 0,00% | 1 530       | 0,30% | 510     | 0,10% |
| Monaco             | 40 000      | 34 400      | 86,00%       | 160       | 0,40%     | 4 680       | 11,70%        | 0       | 0,00% | 0         | 0,00% | 80          | 0,20% | 680     | 1,70% |
| Hollandia          | 16 610 000  | 8 404 660   | 50,60%       | 996 600   | 6,00%     | 6 992 810   | 42,10%        | 83 050  | 0,50% | 33 220    | 0,20% | 33 220      | 0,20% | 33 220  | 0,20% |
| Egyesült Királyság | 62 040 000  | 44 110 440  | 71,10%       | 2 729 760 | 4,40%     | 13 214 520  | 21,30%        | 806 520 | 1,30% | 248 160   | 0,40% | 682 440     | 1,10% | 310 200 | 0,50% |
| Nyugat-Európa      | 157 400 000 | 103 649 540 | 65,85%       | 9 128 720 | 5,80%     | 41 346 550  | 26,27%        | 928 670 | 0,59% | 625 690   | 0,40% | 1 105 250   | 0,70% | 690 690 | 0,44% |

Dél-Európa vallási megoszlása (Pew felmérés 2010):

| ország        | népesség    | keresztény | keresztény % | muszlim   | muszlim % | vallástalan | vallástalan % | hindu  | %     | buddhista | %     | más vallású | %     | zsidó  | %     |
| ------------- | ----------- | ---------- | ------------ | --------- | --------- | ----------- | ------------- | ------ | ----- | --------- | ----- | ----------- | ----- | ------ | ----- |
| Andorra       | 80 000      | 71 600     | 89,50%       | 640       | 0,80%     | 7 040       | 8,80%         | 400    | 0,50% | 0         | 0,00% | 80          | 0,10% | 240    | 0,30% |
| Gibraltár     | 30 000      | 26 640     | 88,80%       | 1 200     | 4,00%     | 870         | 2,90%         | 540    | 1,80% | 0         | 0,00% | 90          | 0,30% | 630    | 2,10% |
| Olaszország   | 60 550 000  | 50 438 150 | 83,30%       | 2 240 350 | 3,70%     | 7 508 200   | 12,40%        | 60 550 | 0,10% | 121 100   | 0,20% | 120 550     | 0,20% | 50 000 | 0,08% |
| Málta         | 420 000     | 407 400    | 97,00%       | 840       | 0,20%     | 10 500      | 2,50%         | 840    | 0,20% | 0         | 0,00% | 0           | 0,00% | 0      | 0,00% |
| Portugália    | 10 680 000  | 10 017 840 | 93,80%       | 64 080    | 0,60%     | 469 920     | 4,40%         | 10 680 | 0,10% | 64 080    | 0,60% | 53 400      | 0,50% | 0      | 0,00% |
| San Marino    | 30 000      | 27 480     | 91,60%       | 0         | 0,00%     | 2 160       | 7,20%         | 0      | 0,00% | 0         | 0,00% | 270         | 0,90% | 90     | 0,30% |
| Spanyolország | 46 080 000  | 36 218 880 | 78,60%       | 967 680   | 2,10%     | 8 755 200   | 19,00%        | 20 000 | 0,04% | 0         | 0,00% | 30 000      | 0,06% | 46 080 | 0,10% |
| Vatikán       | 800         | 800        | 100,00%      | 0         | 0,00%     | 0           | 0,00%         | 0      | 0,00% | 0         | 0,00% | 0           | 0,00% | 0      | 0,00% |
| Dél-Európa    | 117 870 800 | 97 208 790 | 82,47%       | 3 274 790 | 2,78%     | 16 753 890  | 14,21%        | 93 010 | 0,08% | 185 180   | 0,16% | 204 390     | 0,16% | 97 040 | 0,08% |

Délkelet-Európa vallási megoszlása (Pew felmérés 2010):

| ország              | népesség   | keresztény | keresztény % | muszlim   | muszlim % | vallástalan | vallástalan % | hindu  | %     | buddhista | %     | más vallású | %     | zsidó  | %     |
| ------------------- | ---------- | ---------- | ------------ | --------- | --------- | ----------- | ------------- | ------ | ----- | --------- | ----- | ----------- | ----- | ------ | ----- |
| Albánia             | 3 200 000  | 576 000    | 18,00%       | 2 569 600 | 80,30%    | 44 800      | 1,40%         | 0      | 0,00% | 0         | 0,00% | 6 400       | 0,20% | 0      | 0,00% |
| Bosznia-Hercegovina | 3 760 000  | 1 966 480  | 52,30%       | 1 699 520 | 45,20%    | 94 000      | 2,50%         | 0      | 0,00% | 0         | 0,00% | 0           | 0,00% | 0      | 0,00% |
| Bulgária            | 7 490 000  | 6 149 290  | 82,10%       | 1 026 130 | 13,70%    | 314 580     | 4,20%         | 0      | 0,00% | 0         | 0,00% | 0           | 0,00% | 0      | 0,00% |
| Görögország         | 11 360 000 | 10 008 160 | 88,10%       | 602 080   | 5,30%     | 692 960     | 6,10%         | 11 360 | 0,10% | 0         | 0,00% | 11 360      | 0,10% | 0      | 0,00% |
| Koszovó             | 2 080 000  | 237 120    | 11,40%       | 1 809 600 | 87,00%    | 33 280      | 1,60%         | 0      | 0,00% | 0         | 0,00% | 0           | 0,00% | 0      | 0,00% |
| Macedónia           | 2 060 000  | 1 221 580  | 59,30%       | 809 580   | 39,30%    | 28 840      | 1,40%         | 0      | 0,00% | 0         | 0,00% | 0           | 0,00% | 0      | 0,00% |
| Moldova             | 3 570 000  | 3 477 180  | 97,40%       | 21 420    | 0,60%     | 49 980      | 1,40%         | 0      | 0,00% | 0         | 0,00% | 0           | 0,00% | 21 420 | 0,60% |
| Montenegró          | 650 036    | 461 526    | 71,00%       | 188 510   | 29,00%    | 0           | 0,00%         | 0      | 0,00% | 0         | 0,00% | 0           | 0,00% | 0      | 0,00% |
| Románia             | 21 490 000 | 21 382 550 | 99,50%       | 64 470    | 0,30%     | 21 490      | 0,10%         | 0      | 0,00% | 0         | 0,00% | 0           | 0,00% | 0      | 0,00% |
| Szerbia             | 7 770 000  | 7 187 250  | 92,50%       | 326 340   | 4,20%     | 256 410     | 3,30%         | 0      | 0,00% | 0         | 0,00% | 0           | 0,00% | 0      | 0,00% |
| Délkelet-Európa     | 63 410 000 | 52 697 640 | 83,11%       | 9 046 550 | 14,27%    | 1 556 500   | 2,45%         | 11 360 | 0,02% | 0         | 0,00% | 17 760      | 0,03% | 21 420 | 0,03% |

Kelet-ÉK-Európa vallási megoszlása (Pew felmérés 2010):

| ország           | népesség    | keresztény  | keresztény % | muszlim    | muszlim % | vallástalan | vallástalan % | hindu  | %     | buddhista | %     | más vallású | %     | zsidó   | %     |
| ---------------- | ----------- | ----------- | ------------ | ---------- | --------- | ----------- | ------------- | ------ | ----- | --------- | ----- | ----------- | ----- | ------- | ----- |
| Fehéroroszország | 9 600 000   | 6 835 200   | 71,20%       | 50 000     | 0,57%     | 2 745 600   | 28,60%        | 0      | 0,00% | 0         | 0,00% | 0           | 0,00% | 0       | 0,00% |
| Grúzia           | 4 350 000   | 3 849 750   | 88,50%       | 465 450    | 10,70%    | 30 450      | 0,70%         | 0      | 0,00% | 0         | 0,00% | 0           | 0,00% | 0       | 0,00% |
| Oroszország      | 142 960 000 | 104 789 680 | 73,30%       | 17 500 000 | 12,50%    | 23 159 520  | 16,20%        | 30 000 | 0,02% | 142 960   | 0,10% | 285 920     | 0,20% | 285 920 | 0,20% |
| Ukrajna          | 45 450 000  | 38 087 100  | 83,80%       | 545 400    | 1,20%     | 6 681 150   | 14,70%        | 10 000 | 0,02% | 20 000    | 0,04% | 0           | 0,00% | 45 450  | 0,10% |
| Kelet-ÉK-Európa  | 202 360 000 | 153 561 730 | 75,89%       | 15 326 050 | 7,57%     | 32 616 720  | 16,12%        | 40 000 | 0,02% | 162 960   | 0,08% | 285 920     | 0,14% | 331 370 | 0,16% |

Észak-Európa vallási megoszlása (Pew felmérés 2010):

| ország       | népesség   | keresztény | keresztény % | muszlim | muszlim % | vallástalan | vallástalan % | hindu  | %     | buddhista | %     | más vallású | %     | zsidó | %     |
| ------------ | ---------- | ---------- | ------------ | ------- | --------- | ----------- | ------------- | ------ | ----- | --------- | ----- | ----------- | ----- | ----- | ----- |
| Dánia        | 5 550 000  | 4 634 250  | 83,50%       | 227 550 | 4,10%     | 654 900     | 11,80%        | 22 200 | 0,40% | 11 100    | 0,20% | 0           | 0,00% | 0     | 0,00% |
| Feröer       | 50 000     | 49 000     | 98,00%       | 0       | 0,00%     | 850         | 1,70%         | 0      | 0,00% | 0         | 0,00% | 150         | 0,30% | 0     | 0,00% |
| Finnország   | 5 360 000  | 4 373 760  | 81,60%       | 42 880  | 0,80%     | 943 360     | 17,60%        | 0      | 0,00% | 0         | 0,00% | 0           | 0,00% | 0     | 0,00% |
| Izland       | 320 000    | 304 000    | 95,00%       | 640     | 0,20%     | 11 200      | 3,50%         | 960    | 0,30% | 1 280     | 0,40% | 2 240       | 0,70% | 0     | 0,00% |
| Norvégia     | 4 880 000  | 4 133 360  | 84,70%       | 180 560 | 3,70%     | 492 880     | 10,10%        | 24 400 | 0,50% | 29 280    | 0,60% | 9 760       | 0,20% | 0     | 0,00% |
| Svédország   | 9 380 000  | 6 303 360  | 67,20%       | 431 480 | 4,60%     | 2 532 600   | 27,00%        | 18 760 | 0,20% | 37 520    | 0,40% | 18 760      | 0,20% | 9 380 | 0,10% |
| Észak-Európa | 25 540 000 | 19 797 730 | 77,52%       | 883 110 | 3,46%     | 4 635 790   | 18,15%        | 66 320 | 0,26% | 79 180    | 0,31% | 49 670      | 0,19% | 9 380 | 0,04% |